# Ubaldo Maria Del Colle
Ubaldo Maria Del Colle, né le 27 juin 1883 à Rome et mort le 24 août 1958 dans la même ville, est un acteur, un réalisateur de cinéma et un scénariste italien.

## Filmographie

### Comme réalisateur
- 1911 : La mano morsicata
- 1911 : La moglie del pittore
- 1911 : La Prison de feu (La prigione infuocata)
- 1911 : Raffles gentiluomo ladro
- 1911 : L'Orage (L'uragano)
- 1911 : Le Vol de la Joconde (Raffles - Furto al Louvre)
- 1911 : Le Calvaire (Calvario)
- 1911 : Lo sfregio
- 1911 : Le Diamant bleu (Il diamante azzurro)
- 1912 : La Faute des autres (Le colpe degli altri)
- 1912 : Le Guet-apens (L'agguato)
- 1912 : Raffles contre Nat Pinkerton (Raffles contro Nat Pinkerton)
- 1912 : Le Secret de l'aviateur (Il segreto dell'aviatore)
- 1912 : L'Infidèle (L'infedele)
- 1912 : L'Étau (La morsa)
- 1912 : L'Automobile en flamme (L'automobile in fiamme)
- 1912 : Les Sentiers du mal (La sfinge)
- 1912 : Lequel des deux ? (Quale dei due?)
- 1912 : Le Juge d'instruction (Il giudice istruttore)
- 1912 : Le Cauchemar (L'incubo)
- 1913 : Le Gendarme (it) (Il carabiniere)
- 1913 : Satanella (it) (coréalisé avec Alberto Nepoti)
- 1913 : Pain d'autrui (it) (Il pane altrui)
- 1913 : I promessi sposi
- 1913 : La Mort civile (La morte civile)
- 1913 : Jeanne d'Arc (it) (Giovanna d'Arco) (coréalisé avec Nino Oxilia)
- 1913 : Le Mystère de Jack Hilton (it) (Il mistero di Jack Hilton)
- 1914 : L'Accord en mineur (L'accordo in minore)
- 1914 : Ultimo anelito
- 1915 : Il procuratore generale
- 1916 : Zingari (it)
- 1919 : ...La bocca mi bacio tutto tremante
- 1921 : I figli di nessuno (it)
- 1921 : La Pianiste (it) (La pianista di Haynes)
- 1952 : L'Île des passions (Menzogna)

### Comme acteur
- 1905 : La Prise de Rome (20 septembre 1870) (La prisa di Roma (20 settembre 1870) de Filoteo Alberini
- 1906 : Otello de Mario Caserini et Gaston Velle
- 1907 : Il fornaretto di Venezia de Mario Caserini
- 1911 : La Prison de feu (La prigione infuocata) d'Ubaldo Maria Del Colle
- 1911 : L'odyssée d'Homère (L'Odissea) de Francesco Bertolini, Giuseppe De Liguoro et Adolfo Padovan